# Болотниково (Мордовия)
Боло́тниково — село в Лямбирском районе Республики Мордовия, административный центр Болотниковского сельского поселения. Расположено на реке Рудня, в 34 километрах от Лямбиря.
Название — антропоним, по фамилии владельцев: служилых людей на Атемарско-Пензенской засечной черте Болотниковых.
Население 443 чел. (2001), преобладают русские.
Расположено на реке Рудне в 34 км от районного центра и 21 км от железнодорожной станции Саранск, на автотрассе Саранск — Краснослободск. Название-антропоним: служилые люди Болотниковы владели 2 населёнными пунктами в Саранском и Мокшанском уездах. Ф. И. Болотников упоминается в «Пензенской десятне 1696 г.». В «Списке населённых мест Пензенской губернии» (1869; по данным 1864 г.) Болотниково (Рождественское) — село волостное, владельческое из 93 дворов (649 чел.) Инсарского уезда. В 1913 г. в селе было 129 дворов (744 чел.); церковь, винокуренный завод, хлебозапасный магазин, пожарная машина, 3 ветряные мельницы, 2 маслобойки и просодранки, кузница, 2 лавки, почтовое отделение. В 1934 г. был образован колхоз «Путь Ленина». В 1973 г. на базе 2 колхозов «Путь Ленина» и им. Кирова (д. Масловка) было создано ТОО «Болотниковское»; с 1997 г. — филиал МУП «Лямбирьагропромхимия». В современной инфраструктуре села — школа, клуб, библиотека, магазин. Болтниково — родина Героя Социалистического Труда Р. И. Жидковой. В Болотниковскую сельскую администрацию входят с. Мельцапино (71 чел.), Советское (14), д. Апполоновка (32), Масловка (167), Акаевка (8 чел.).